# 量子ビット
量子ビット（りょうしビット、quantum bit, Qbit）は、シューマッハにより量子情報の最小単位として導入されたが、量子情報と古典情報は比較可能な量であり（シューマッハ自身も比較している）両者は同じ単位（ビットやナット）を持たなければならず、量子ビットは量子情報の単位ではない。
ビットは、情報量の単位であるだけでなく、コンピューティングでの二値ストレージやデジタル通信における二値シンボルのことも意味し、量子ビットは後者の意味でのビット、つまり量子二値ストレージや量子二値シンボルを意味する。bitはbinary digitのカバン語であるがわざわざbinary digitと書くことはあまりないのと同様、量子ビットも、quantum bit と書くよりは qubit（キュービット・キュビット・クビットなど）と書くことが多い。また、古典的な（非量子的な）ビットを明示する場合、古典ビット (classical bit, Cbit) などと書くことがある。
量子情報処理において Qubit の状態は量子力学的2準位系の状態ベクトルで表現される。古典ビットは2状態である（以下ではその2つの状態をそれぞれ、0 と 1 とする）。それに対して量子ビットは、そのような2状態の量子力学的重ね合わせ状態もとることができる。ブラ-ケット記法では、1量子ビットは、{\displaystyle \alpha |0\rangle +\beta |1\rangle }と表現される。ここで、{\displaystyle \alpha ,\beta }は{\displaystyle |\alpha |^{2}+|\beta |^{2}=1}の関係を満たす複素数である。これを観測した際、状態{\displaystyle |0\rangle }を得る確率は{\displaystyle |\alpha |^{2}}であり、状態{\displaystyle |1\rangle }を得る確率は{\displaystyle |\beta |^{2}}である。同じ記法で古典ビットを表現すると、{\displaystyle \alpha ,\beta }は、どちらかが0で、もう一方が1である。
つまり、ビットは0と1の状態しかとれないことに対して量子ビットは0と1と、その重ね合わせの状態を取れるということである。